# Oscar Chelimo
Oscar Chelimo (* 12. Dezember 2001 im Distrikt Kapchorwa, heute Distrikt Kween) ist ein ugandischer Leichtathlet, der sich auf den Langstreckenlauf spezialisiert hat. Auch sein älterer Bruder Jacob Kiplimo ist als Langstreckenläufer erfolgreich.

## Sportliche Laufbahn
Erste Erfahrungen bei internationalen Meisterschaften sammelte Oscar Chelimo 2017 bei den U18-Weltmeisterschaften in Nairobi, bei denen er in 8:17,57 min den fünften Platz im 3000-Meter-Lauf belegte. Im Jahr darauf gelangte er bei den U20-Weltmeisterschaften in Tampere in 14:00,68 min auf den siebten Platz über 5000 Meter und gewann anschließend bei den Olympischen Jugendspielen in Buenos Aires die Bronzemedaille über 3000 Meter. Bei den Crosslauf-Weltmeisterschaften 2019 in Aarhus gewann er nach 23:55 min die Bronzemedaille in der U20-Wertung und sicherte sich in der Teamwertung die Silbermedaille hinter Äthiopien. Anschließend belegte er bei den Juniorenafrikameisterschaften in Abidjan in 13:54,88 min den sechsten Platz über 5000 Meter und nahm daraufhin erstmals an den Afrikaspielen in Rabat teil und belegte dort in 13:32,96 min den fünften Platz im 5000-Meter-Lauf. Damit qualifizierte er sich auch für die Weltmeisterschaften in Doha, bei denen er mit 13:42,94 min im Vorlauf ausschied. 2021 startete er über 5000 m bei den Olympischen Spielen in Tokio und klassierte sich dort mit 13:44,45 min im Finale auf dem 16. Platz.
Bei den Weltmeisterschaften 2022 in Eugene bekam Chelimo durch den Verzicht eines Starts von seinem älteren Bruder Jacob Kiplimo die Möglichkeit, über die 5000 Meter an den Start zu gehen. Dort gewann er in 13:10,20 min im Finale die Bronzemedaille hinter dem Norweger Jakob Ingebrigtsen und Jacob Krop aus Kenia. Im Dezember siegte er in 28:14 min beim BOclassic. Im Jahr darauf erreichte er bei den Weltmeisterschaften in Budapest erneut das Finale über 5000 Meter, kam dort aber nicht ins Ziel. 2024 gelangte er bei den Olympischen Sommerspielen in Paris mit 13:31,56 min im Finale auf den 20. Platz.

## Persönliche Bestzeiten
- 3000 Meter: 7:43,00 min, 19. Mai 2021 in Ostrava
- 5000 Meter: 12:54,59 min, 30. Mai 2024 in Oslo